# 橫井文子
橫井文子（日语：／ Yokoi Fumiko，1940年—），日本前女子羽球運動員。
橫井文子於1963年在全日本綜合羽球錦標賽中獲得了她唯一的全國女子單打冠軍。1965年，她與東條義昭一起獲得了混合雙打冠軍。在1966年優霸盃決賽中，她出賽第二單打，以12:11和11:3的比分直落兩盤擊敗美國的凱洛琳·簡森，協助日本隊以5-2獲勝，從而成為世界冠軍。